# Испанско-угандийские отношения
Испанско-угандийские отношения — двусторонние дипломатические отношения между Угандой и Испанией. У Уганды нет посольства в Мадриде, парижское посольство аккредитовано в Испании, Уганда имеет консульство в Барселоне. Испания также не имеет посольства в Уганде, её посольство в кенийском Найроби также имеет аккредитацию в Уганде; у Испании есть почётное консульство в Кампале.

## Дипломатические отношения
Испания поддерживает дипломатические отношения с Угандой с 13 сентября 1969 года. Двусторонние отношения тёплые, но не очень крепкие.

## Экономические отношения
Двусторонние торговые отношения Испании с Восточноафриканским сообществом не имеют для европейского государства большого значения по сравнению с торговыми показателями, которые Испания имеет с другими регионами. Что касается торгового баланса с Угандой, экспорт в Уганду достиг 16,3 млн евро в 2015 году (рост на 66 % в годовом исчислении), а испанский импорт в 2015 году составил 34,7 млн евро (рост в годовом исчислении на 3,72 %).
В 2015 году из Испании в Уганду экспортировалось: чугун и сталь (14,8 %), электрические приборы и материалы (12,2 %), керамические изделия (11,7 %), оптические устройства (10 %), пищевые продукты (9,3 %), бумага и картон (8,8 %), машины и механические устройства (8,1 %). Импортировала Испания в том же году кофе, чай и специи (57,8 %), какао (19,5 %) и рыбу и морепродукты (19,5 %).

## Сотрудничество
Уганда не включена ни в IV Генеральный план сотрудничества на 2013—2016 годы, ни в предыдущие. Тем не менее Уганда получает поддержку со стороны Испании через децентрализованное сотрудничество и неправительственные организации, а также через многостороннее сотрудничество. Согласно последним имеющимся данным (2010 г.), вклад Официальной помощи в целях развития Уганде в том году составил чуть более 22 миллионов евро.
С другой стороны, в 2007 и 2008 годах были подписаны два Соглашения о конвертации долга, которые затронули в общей сложности 40 миллионов долларов США. 60 % суммы было аннулировано, остальные 40 % направлены в двусторонний фонд Министерства финансов, из которого финансируются угандийские проекты.